# O Amor Supera Tudo
O Amor Supera Tudo é o sexto álbum de estúdio da dupla sertaneja brasileira Rionegro & Solimões. Foi lançado em 15 de maio de 1998 pela PolyGram. Teve como sucessos as canções "O Amor Supera Tudo", "De São Paulo à Belém", "Frio da Madrugada", "Falta Você", "Tô Doidão", "A Gente Se Entrega", "Saudade Pulou no Peito", entre outros. O álbum chegou a marca de 1 milhão de cópias vendidas e conquistou o disco de diamante.

## Faixas
| N.º            | Título                   | Compositor(es)                                      | Duração |  |
| 1.             | "Falta Você"             | Rionegro                                            | 3:49    |  |
| 2.             | "A Gente Se Entrega"     | Pinocchio                                           | 3:39    |  |
| 3.             | "Tô Doidão"              | Rionegro / Solimões                                 | 2:51    |  |
| 4.             | "Frio da Madrugada"      | Pinocchio                                           | 4:20    |  |
| 5.             | "De São Paulo à Belém"   | Pinocchio / Nilma                                   | 3:12    |  |
| 6.             | "Saudade Pulou do Peito" | Rionegro / Domiciano                                | 2:57    |  |
| 7.             | "Depois de Você"         | Rionegro / Domiciano                                | 3:46    |  |
| 8.             | "Trem Bão"               | Vicente Dias / Carrerito                            | 3:15    |  |
| 9.             | "Cuitelinho"             | Tradicional / Adpt. Paulo Vanzolini / Antonio Xandó | 3:02    |  |
| 10.            | "Deixe a Poeira Subir"   | Pinocchio                                           | 3:06    |  |
| 11.            | "Depois Que Perde"       | Emílio / Eduardo                                    | 3:52    |  |
| 12.            | "Rei da Festa"           | Rionegro / Domiciano                                | 2:32    |  |
| 13.            | "Tudo Acabou"            | Rionegro / Domiciano                                | 3:01    |  |
| 14.            | "No Pique do Rodeio"     | Rionegro / Domiciano                                | 3:12    |  |
| Duração total: | Duração total:           | Duração total:                                      | 46:39   |  |

## Créditos

### Músicos
- Zé Paulo Soares: guitarras, violões e arranjos em "Falta Você", "Cuitelinho", "Tudo Acabou" e "No Pique do Rodeio"
- Paulinho Coelho: guitarras
- Elias: guitarras
- Valter Barreto: violão
- Luís Gustavo: baixo
- Albino Infantozzi: bateria
- Beto Paciello: teclados
- Salinas: teclados e arranjos nas faixas "Depois de Você", "Depois Que Perde" e "Rei da Festa"
- Marinho: acordeom
- Pinocchio: acordeom, teclados e arranjos nas faixas "A Gente Se Entrega", "Tô Doidão", "Frio da Madrugada", "De São Paulo à Belém", "Saudade Pulou No Peito", "Trem Bão" e "Deixe a Poeira Subir"
- Sílvio Luís: rabeca
- Laércio da Costa: percussão
- Uwe Kleber: violinos
- Léa Kalil: violinos

### Ficha Técnica
- Produção: Newton D'Ávila
- Produção executiva: Alexandre Gibson
- Estúdio de gravação e mixagem: Estúdio ArtMix, São Paulo
- Técnico de gravação e mixagem: Cotô
- Assistente de estúdio: Popó
- Masterização: Estúdio Cia. de Áudio, São Paulo
- Técnico de masterização: Fábio Lamas
- Fotos: Flávio Nascimento
- Design gráfico: A. Deliperi

## Certificações
| País                       | Certificação | Data | Certificado de vendas |
| -------------------------- | ------------ | ---- | --------------------- |
| Brasil - Pro-Música Brasil | Diamante     | 1999 | 1.000.000             |